# Punctigerella lamellaris
Punctigerella lamellaris är en insektsart som först beskrevs av Vilbaste 1968.  Punctigerella lamellaris ingår i släktet Punctigerella och familjen dvärgstritar. Inga underarter finns listade i Catalogue of Life.